# 西尔欣德-法泰加尔
西尔欣德-法泰加尔（Sirhind -Fategarh），是印度旁遮普邦Fatehgarh Sahib县的一个城镇。总人口50788（2001年）。

## 人口
该地2001年总人口50788人，其中男性27345人，女性23443人；0—6岁人口6334人，其中男3591人，女2743人；识字率70.51%，其中男性为73.83%，女性为66.65%。